# ساحره‌گیری

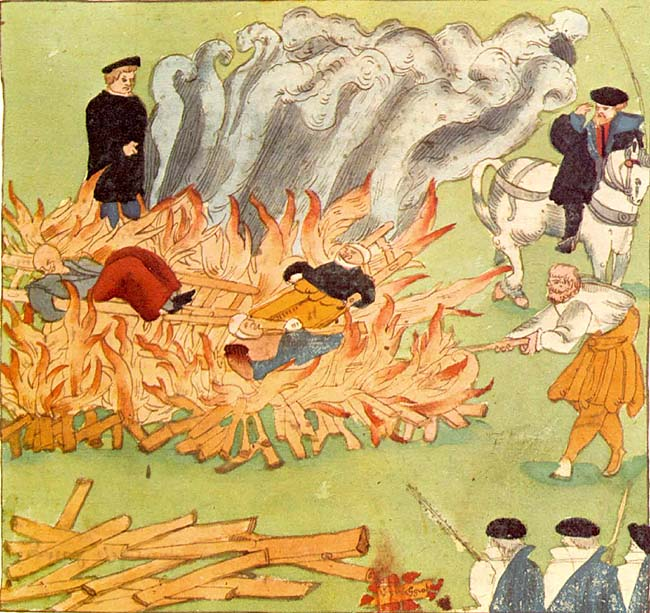
زنده سوزاندن سه ساحره در بادن، سوئیس (۱۵۸۵م). نقاشی از یوهان یاکوب ویک (Johann Jakob Wick).

ساحره‌گیری تعقیب یا جستجو و آزار یا مجازاتِ مردمی بود که به آنها انگ افسونگری زده بودند. ساحره‌گیری اغلب با انتشار ترس یا هیستری جمعی همراه بوده‌است. در بین سالهای ‎۱۴۵۰–۱۷۵۰ در جریان اصلاحات دینی و جنگ‌های سی ساله، هزاران نفر به جرم افسون‌گری شکنجه، سوزانده یا به دار آویخته شدند. تعداد قربانیان به علت از بین رفتن گزارش دادگاه‌ها و اعدام‌های سریع دقیقاً مشخص نیست، ولی تخمین تاریخ‌دانان، رقم ۱۰۰ هزار نفر یا کمی بیش از آن است، که نیمی از شمار این اعدام‌ها مربوط به امپراتوری مقدس روم در آلمان امروز می‌شود.
در اصطلاح سیاسی امروزی، برخی سیاستمداران به این مفهوم با عبارت تعقیب مغرضانه هم اشاره می‌کنند.